# Guido Crosetto
Guido Crosetto (Cuneo, 1963. szeptember 19. –) olasz üzletember és politikus, az Olaszország Fivérei (FdI) társalapítója, 2022. október 22-e óta Olaszország védelmi minisztere.
Crosetto 2012. december 21. és 2013. április 4. között az FdI vezetője volt.

## Élete
Crosetto 1990. május 28. és 2004. június 14. között három cikluson át volt Marene, egy Cuneo melletti kis falu polgármestere. 2001-ben a Silvio Berlusconi által alapított Forza Italia (FI) elnökhelyettese lett. 2008-ban csatlakozott egy új Berlusconi-féle párthoz, a Szabadság Népéhez (PdL). A 2008-as választások során újraválasztották parlamenti képviselőnek, majd a Negyedik Berlusconi-kormány védelmi államtitkárává avanzsált. Egy évvel Berlusconi lemondását követően 2012 decemberében Giorgia Melonival és Ignazio La Russával együtt megalapította az Olaszország Fivérei (FdI) nevű nemzeti konzervatív pártot.
Sikertelenül indult szenátornak 2013-ban.
2018-ban öt év kihagyást követően újra bekerült a Képviselőházba.
A 2022-es olaszországi parlamenti választások után a Meloni-kormány védelmi minisztere lett.

## Fordítás
Ez a szócikk részben vagy egészben  a   Guido Crosetto című angol Wikipédia-szócikk ezen változatának fordításán alapul.  Az eredeti cikk szerkesztőit annak laptörténete sorolja fel. Ez a jelzés csupán a megfogalmazás eredetét és a szerzői jogokat jelzi, nem szolgál a cikkben szereplő információk forrásmegjelöléseként.